# Битва за острів Рамрі
Битва за острів Рамрі — битва в ході Бірманської кампанії Другої світової війни, що відбувалася впродовж шести тижнів у період з 14 січня по 22 лютого 1945 року між англо-індійськими (25-й Індійський корпус) і японськими (121-й піхотний полк 54-ї дивізії) військами.

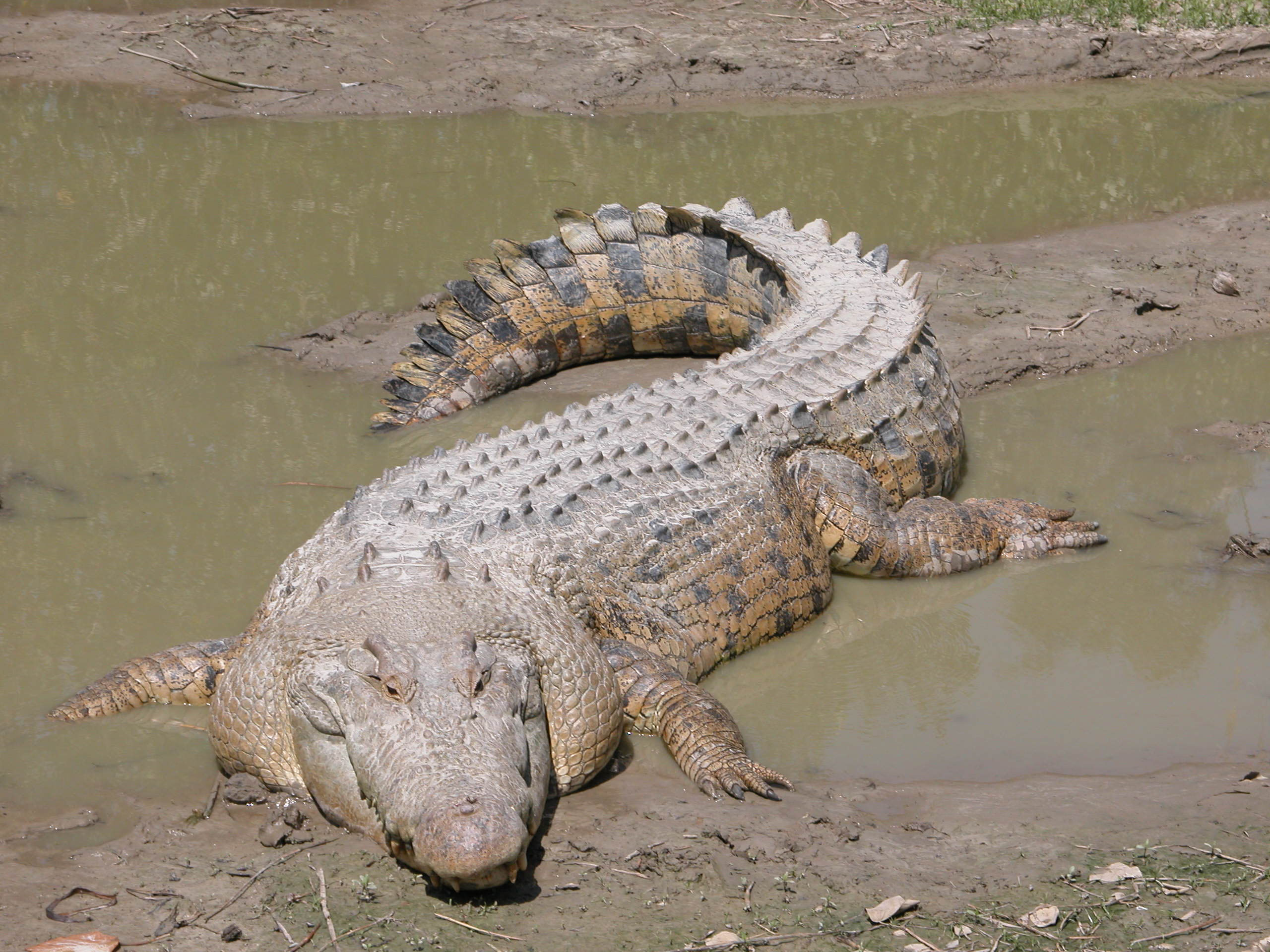
Крокодил гребенястий

Перемога, одержана британцями над обложеними на острові японцями, не мала стратегічного значення, але увійшла до історії через характер втрат відступаючих японців. Оточеним японцям довелося пробиратися через заболочені джунглі, наводнені гребенястими крокодилами.
Британський солдат і натураліст Брюс Стенлі Райт, який брав участь у битві, повідомляв, що з понад тисячі японських солдатів, які були на острові, британці полонили лише 20, що перебували у шоковому стані. За словами Райта, 1215 осіб було живцем розірвано крокодилами при спробі пройти болота острова. Достовірність цього факту як така не ставиться під сумнів, проте історик Френк МакЛінн вважає число убитих крокодилами солдатів надмірно завищеним. Утім, інші історики не погоджуються з ним і визнають звіт Райта справжнім. Битва занесена в Книгу рекордів Гіннесу як найбільша за числом жертв у документованій історії одночасна атака тварин на людей.

## Ресурси Інтернету
- Вікісховище має мультимедійні дані за темою: Битва за острів Рамрі
- Bruce Stanley Wright, 17 September 1912 — 19 April 1975 [Архівовано 23 вересня 2015 у Wayback Machine.]